# Proteinus laevigatus
Proteinus laevigatus är en skalbaggsart som beskrevs av Johann Heinrich Hochhuth 1872. Proteinus laevigatus ingår i släktet Proteinus, och familjen kortvingar. Arten är reproducerande i Sverige.